# Tynd Is
 For alternative betydninger, se Nilas.
Tynd is er en internordisk arktisk TV-serie produceret for TV4 (Sverige) der havde premiere 3. februar 2020. Første sæson består af 8 afsnit og er baseret på romanen Tynd Is af Carolina Angelis.

## Handling
Et svensk olieboreskib bliver angrebet og besætningen kidnappet. Arktisk Råd holder møde i Tasiilaq på samme tidspunkt og diskuterer forbud mod olieudvinding i Arktis, hvor olieudvinding frygtes at true naturen. 
Klimaforandringer, storpolitik og Grønlands selvstændighed er nogen af de emner der bliver bragt op under Arktisk Råds møde.

## Medvirkende
- Lena Endre – Sveriges udenrigsminister Elsa Engström
- Bianca Kronlöf – Svensk Säpo-agent Liv Hermanson
- Alexander Karim – Svensk diplomat Viktor Baker
- Johannes Bah Kuhnke – Svensk diplomat Liam Skjöld
- Reine Brynolfsson – Svensk skibsreder og oliemagnate Ville Berger
- Nika Savolainen - Russisk diplomat Sasha
- Nicolas Bro - Danmarks udenrigsminister Martin Overgaard
- Iben Dorner – Politikommissær Katarina Iversen
- Angunnguaq Larsen – Politichef Enok Lynge
- Nukâka Coster-Waldau - Ina, Enoks kone
- Julie Ella Eigaard - Aaja, Enoks datter
- Kimmernaq Kjeldsen - Grønlands landstyreformand Pipaluk
- Hans Jukku Noahsen - Grønlands Minister for Råstoffer, Marius

## Eksterne links
- Fra idé til premiære af Tynd Is på Yellow Bird’s Webside (Webside ikke længere tilgængelig)
- Officiel side på C More Danmarks Webside Arkiveret 4. august 2020 hos  Wayback Machine
- Officiel side på TV4 Sveriges Webside
- Thin Ice på IMDb’s Webside